# Solenopsis joergenseni
Solenopsis joergenseni är en myrart som beskrevs av Santschi 1919. Solenopsis joergenseni ingår i släktet eldmyror, och familjen myror.

## Underarter
Arten delas in i följande underarter:
- S. j. cuspisior
- S. j. edentula
- S. j. joergenseni